# Oorang Indians
Oorang Indians fue un equipo de Fútbol Americano itinerante de la National Football League con sede en La Rue, Ohio, cerca de Marion. La franquicia fue un equipo novedoso elaborado por Walter Lingo para comercializar sus perreras Oorang. Todos los jugadores indios eran nativos americanos, con Jim Thorpe sirviendo como su capitán principal y entrenador. El equipo jugó en la NFL en 1922 y 1923. De los 20 partidos que jugó durante dos temporadas, sólo uno se jugó en "casa" en las cercanías de Marion. Con una población muy por debajo de un millar de personas, LaRue sigue siendo la ciudad más pequeña que jamás haya existido para una franquicia de la NFL, o probablemente cualquier equipo profesional en cualquier liga en los Estados Unidos.

## Miembros del Salón de la Fama
- Joe Guyon
- Jim Thorpe

## Temporadas
| Año  | V | D  | E | Resultado | Entrenador(es) |
| ---- | - | -- | - | --------- | -------------- |
| 1922 | 3 | 6  | 0 | 12do      | Jim Thorpe     |
| 1923 | 1 | 10 | 0 | 18.º      | Jim Thorpe     |